# Liste der Biografien/Vere
Liste der Biografien |
Portal Biografien |
Personensuche
# |
A |
B |
C |
D |
E |
F |
G |
H |
I |
J |
K |
L |
M |
N |
O |
P |
Q |
R |
S |
T |
U |
V |
W |
X |
Y |
Z |
?
 
Va |
Vd |
Ve |
Vh |
Vi |
Vj |
Vl |
Vn |
Vo |
Vr |
Vs |
Vt |
Vu |
Vy
 
Vea |
Veb |
Vec |
Ved |
Vee |
Veg |
Veh |
Vei |
Vej |
Vek |
Vel |
Vem |
Ven |
Veo |
Veq |
Ver |
Ves |
Vet |
Veu |
Vev |
Vex |
Vey |
Vez
 
Vera |
Verb |
Verc |
Verd |
Vere |
Verf |
Verg |
Verh |
Veri |
Verj |
Verk |
Verl |
Verm |
Vern |
Vero |
Verp |
Verq |
Verr |
Vers |
Vert |
Veru |
Verv |
Verw |
Very |
Verz
Die Liste der Biografien führt alle Personen auf, die in der deutschsprachigen Wikipedia einen Artikel haben. Dieses ist eine Teilliste mit 79 Einträgen von Personen, deren Namen mit den Buchstaben „Vere“ beginnt.

## Vere
- Vere O’Brien, Florence (1854–1936), britische Tagebuchschreiberin, Philanthropin und Kunsthandwerkerin
- Vere, Aubrey de († 1462), englischer Ritter
- Vere, Aubrey de, 1. Earl of Oxford († 1194), englischer Adliger
- Vere, Aubrey de, 2. Earl of Oxford († 1214), englischer Magnat
- Vere, Aubrey de, 20. Earl of Oxford (1627–1703), englischer Peer, Offizier und Politiker
- Vère, Cyril de (1881–1964), französischer Autorennfahrer
- Vere, Edward de, 17. Earl of Oxford (1550–1604), englischer AdligerEdward de Vere, 17. Earl of Oxford (1550–1604)

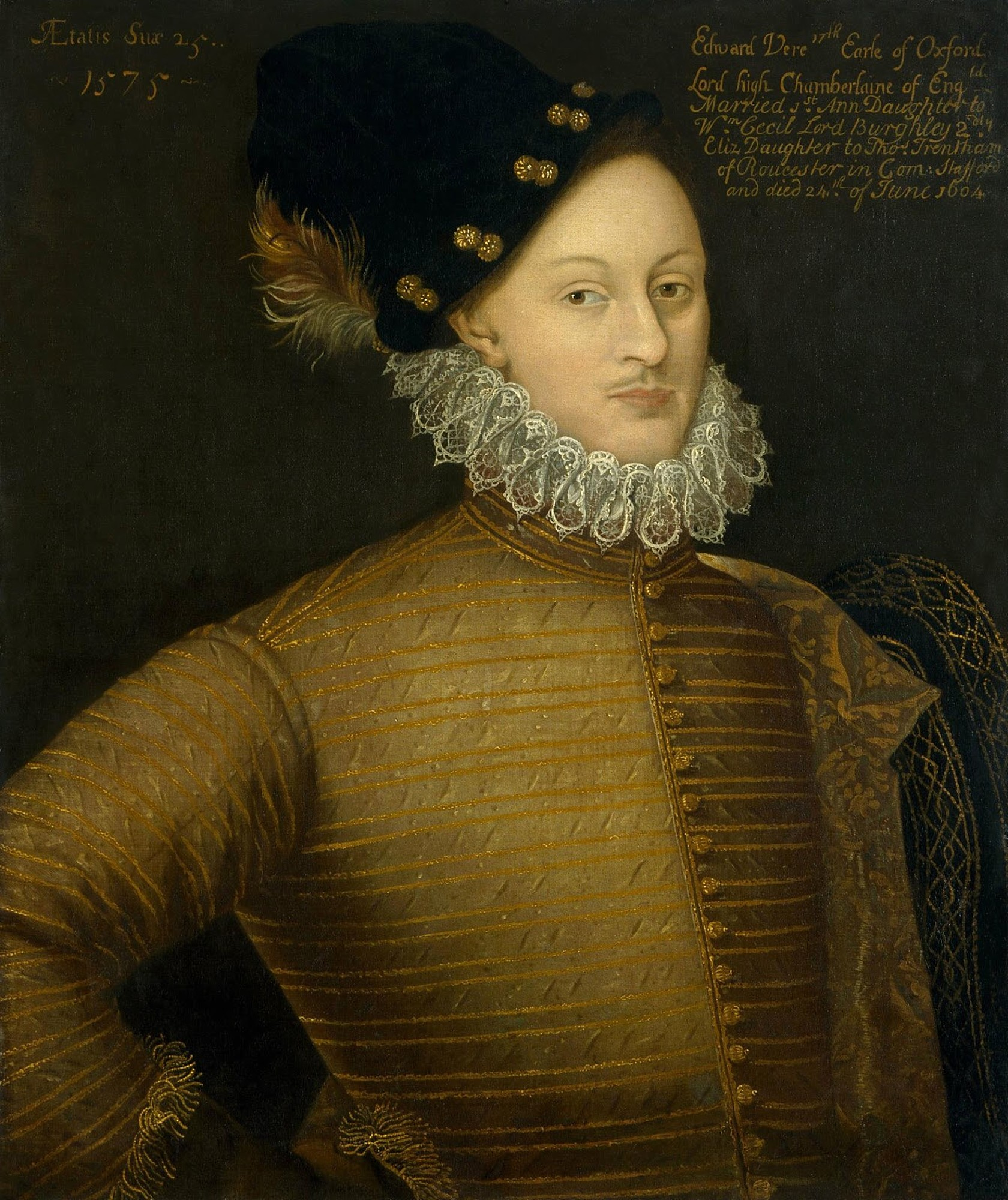
Edward de Vere, 17. Earl of Oxford (1550–1604)

- Vere, Horace, 1. Baron Vere of Tilbury (1565–1635), englischer Heerführer
- Vere, Hugh de, 4. Earl of Oxford, englischer Adliger
- Vere, John de, 13. Earl of Oxford (1442–1513), englischer Adliger und Politiker
- Vere, John de, 7. Earl of Oxford (1312–1360), englischer Magnat und Militär
- Vere, Robert de, 3. Earl of Oxford, englischer Magnat
- Vere, Robert de, 5. Earl of Oxford, englischer Adliger
- Vere, Robert de, 6. Earl of Oxford, englischer Adliger
- Vere, Robert de, Duke of Ireland (1362–1392), britischer Adeliger
- Vere, Rohese de († 1166), anglonormannische Adlige
- Vere, Thomas de, 8. Earl of Oxford († 1371), englischer Magnat
- Vere, William de († 1198), anglonormannischer Geistlicher, Bischof von Hereford
- Vere-Hodge, Errol (1955–1980), Mordopfer

### Verea
- Verea, Ramón (1833–1899), spanischer Rechenmaschinenkonstrukteur

### Vereb
- Veréb, István (* 1987), ungarischer Ringer
- Veréb, Krisztián (1977–2020), ungarischer Kanute
- Verebes, Ernő (1902–1971), ungarisch-amerikanischer Schauspieler und Sänger
- Verebics, Ibolya (* 1962), ungarische Sängerin

### Verec
- Vereckei, Ákos (* 1977), ungarischer Kanute
- Verecundinius Senilis, römischer Soldat
- Verecundus (Töpfer), römischer Töpfer
- Verecundus (Reibschüsseltöpfer), römischer Töpfer
- Verecundus († 552), Bischof und Heiliger

### Vered
- Vered, Idan (* 1989), israelischer Fußballspieler
- Vered, Omer (* 1990), israelischer Fußballspieler

### Veree
- Vereecken, Harry (* 1959), belgischer Agrarwissenschaftler und Bodenkundler
- Vereecken, Kathleen (* 1962), belgische Schriftstellerin
- Vereen, Ben (* 1946), US-amerikanischer Film- und Theaterschauspieler sowie Prediger
- Vereen, Shane (* 1989), US-amerikanischer American-Football-Spieler
- Vereen, Wendy (* 1966), US-amerikanische Sprinterin

### Verei
- Vereide, Torbjørn (* 1989), norwegischer Politiker

### Verek
- Vereker, John Prendergast (1822–1891), britisch-irischer Anwalt und Politiker
- Vereker, John, 6. Viscount Gort (1886–1946), britischer FeldmarschallJohn Vereker, 6. Viscount Gort (1886–1946)

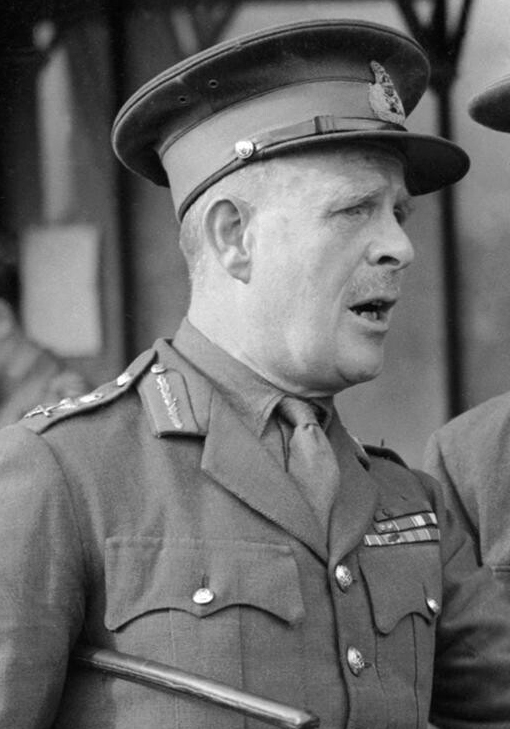
John Vereker, 6. Viscount Gort (1886–1946)

### Verel
- Verel, Can (* 1982), türkischer Schauspieler
- Verel, Engin (* 1956), türkischer Fußballspieler
- Verelius, Olof (1618–1682), schwedischer Sprach- und Altertumsforscher
- Verellen, Franciscus (* 1952), französischer Historiker und Sinologe
- Verellen, Philippe (1962–2002), belgischer Autorennfahrer
- Verelst, Dietrich Hubert von (1717–1774), niederländischer Gesandter
- Verelst, Maria (1680–1744), englische Porträtmalerin
- Verelst, Pieter, niederländischer Maler
- Verelst, Sam (* 1991), deutsch-belgischer Eishockeyspieler

### Verem
- Veremej, Nellja (* 1963), russisch-deutsche Schriftstellerin

### Veren
- Verena, frühchristliche Jungfrau und EremitinVerena

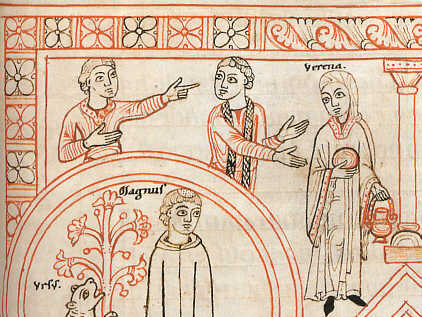
Verena

- Verena Marisa (* 1984), deutsche Komponistin
- Verena von Stuben, Benediktinerin, Äbtissin von Kloster Sonnenburg im Pustertal
- Verena von Waldburg († 1443), Ehefrau des Hans von Rechberg, Tochter des Johannes II. von Waldburg
- Verendael, Nicolaes van, flämischer Maler
- Verene, Donald Phillip (* 1937), US-amerikanischer Philosoph und Hochschullehrer
- Verenis, Povilas (* 1990), litauischer Eishockeyspieler
- Verenkotte, Christoph (* 1958), deutscher Jurist, Präsident des Bundesverwaltungsamtes
- Verenkotte, Clemens (* 1960), deutscher Journalist und Essayist
- Vereno, Klemens (* 1957), österreichischer Komponist
- Vereno, Matthias (1922–2009), deutsch-österreichischer Theologe, Priester und Swami

### Veres
- Veres, András (* 1959), ungarischer Geistlicher, römisch-katholischer Bischof von Győr
- Veres, Chris (* 1994), deutsch-amerikanischer Schauspieler
- Veres, Győző (1936–2011), ungarischer Gewichtheber
- Veres, James (* 1949), US-amerikanischer Schauspieler und Filmproduzent
- Veres, József (1906–1993), ungarischer Politiker, Arbeitsminister und Bürgermeister von Budapest
- Veres, Mariska (1947–2006), niederländische SängerinMariska Veres (1947–2006)

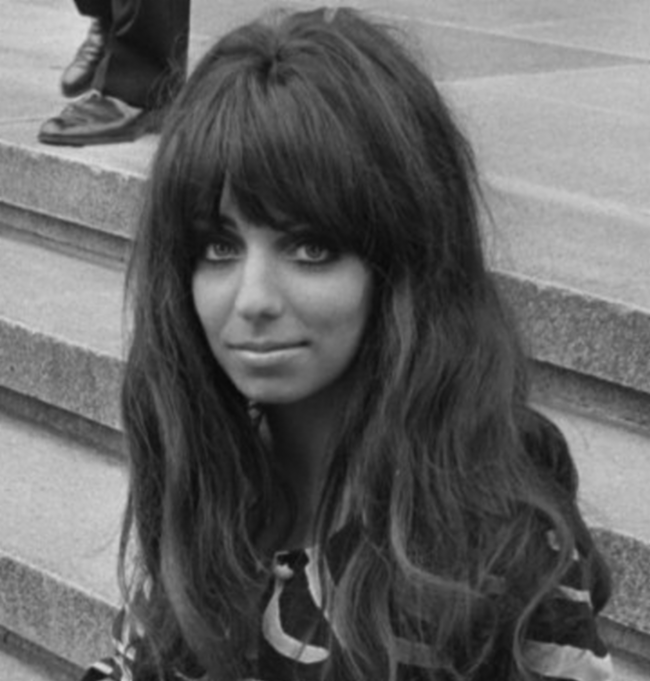
Mariska Veres (1947–2006)

- Veres, Pálné (1815–1895), ungarische Lehrerin und Feministin sowie Pionierin der Frauenbildung
- Vereș, Szilard (* 1996), rumänischer Fußballspieler
- Verešová, Patrícia (* 1989), slowakische Tennisspielerin
- Veress, Péter (* 1928), ungarischer kommunistischer Politiker
- Veress, Sándor (1907–1992), ungarischer Komponist

### Veret
- Vereti, Paulina (* 1998), deutsche Sängerin
- Veretout, Jordan (* 1993), französischer Fußballspieler

### Verev
- Verev, Velli (1927–1987), estnische Dichterin
- Verevou, Iosefo (* 1996), fidschianischer Fußballspieler

### Verey
- Verey, Roger (1912–2000), polnischer Ruderer
- Verey, Rosemary (1918–2001), englische Landschaftsgärtnerin

### Verez
- Verez, Mel (* 1990), österreichische Sängerin und Songwriterin
- Vereza, Larissa (* 1986), brasilianische Schauspielerin und Filmschaffende